# Камподонико, Катерина
Катерина Камподонико (итал. Caterina Campodonico; 1804 — 7 июля 1882) — жительница Генуи, ставшая известной благодаря прижизненно поставленному памятнику на Монументальном кладбище Стальено в Генуе. Эта скульптура работы Лоренцо Оренго была установлена в 1881 году.

## Биография
Катерина Камподонико родилась в бедной семье (одно из её прозвищ — Paesana, то есть «крестьянка»). Чтобы заработать на жизнь, она пекла канестрелли (итальянское печенье, обычно в виде цветочков, популярное в Лигурии) и чьямбелле (выпечка в форме кренделя). Делала она и ожерелья из нанизанных на нитку орешков фундука — по местным поверьям, они приносят удачный брак. Эта работа принесла ей достаток. Также она известна тем, что Джузеппе Верди бесплатно предоставлял ей места на премьерах своих опер, чтобы поблагодарить за то, что она регулярно давала ему каштаны, когда он был студентом и не имел средств. В 1880 году она тяжело заболела, и после выздоровления обратилась к знаменитому скульптору Лоренцо Оренго, чтобы заказать мастеру надгробие на собственную могилу. Сочинить эпитафию она попросила поэта Джобатту Виго, который писал на местном лигурийском диалекте и называл её «Каттаини». На этот памятник она решила потратить все накопленные деньги: предполагают, что к этому её подтолкнула обида на родственников и желание оставить их без наследства.
Памятник был изготовлен и установлен в 1881 году, когда Катерина была ещё жива, и это событие сделалось предметом обсуждения в городе, а сам памятник посетили многие горожане. Представители городских властей и церкви осудили произошедшее, полагая, что установка памятников при жизни абсурдна.
После смерти Катерины в 1882 году и отпевания в церкви Святого Стефана, большая процессия провожала её на кладбище, где она и была похоронена рядом с могилами знатных семейств.